# Chiesa di San Nicola (Esteribar)
La chiesa di San Nicola, in spagnolo Iglesia de San Nicolás, è un luogo di culto cattolico di Larrasoaña, frazione del comune spagnolo di Esteribar nella comunità autonoma di Navarra. Posta sul Camino Francés, uno dei rami del Cammino di Santiago di Compostela, la sua costruzione risale al XIII secolo. La chiesa ha dignità parrocchiale.

## Storia

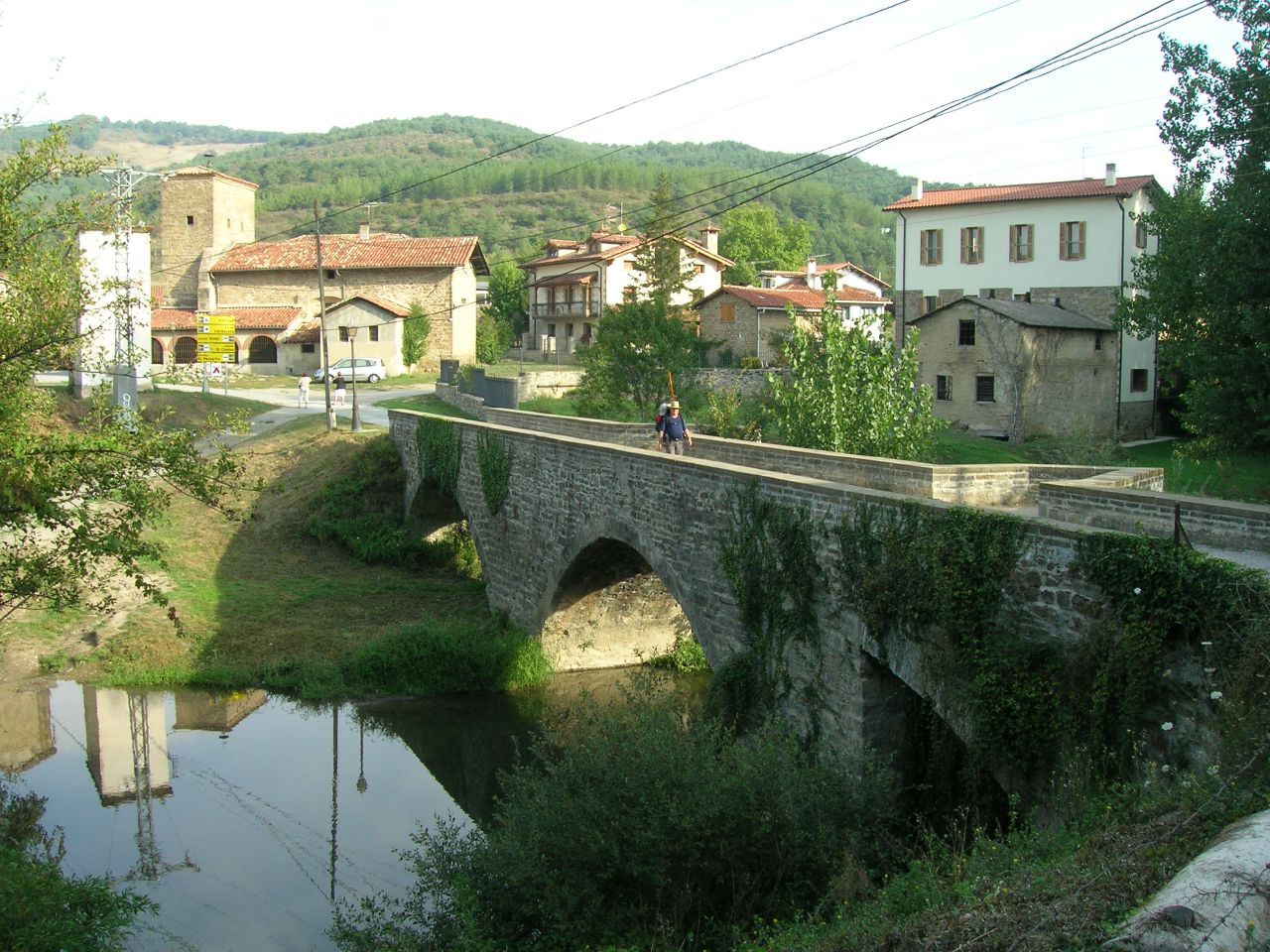
Ponte di Larrasoaña e sullo sfondo la chiesa di San Nicola

La costruzione del tempio risale al XIII secolo e in seguito fu oggetto di numerosi interventi che ne modificarono sensibilmente l'aspetto e lasciarono solo alcune parti originali dell'antico edificio, come la torre campanaria del periodo gotico.

## Descrizione
La chiesa si trova nella centrale calle San Nicolás di Larrasoaña quasi di fronte ad un edificio che in origine era sede di un ostello per i pellegrini e divenuto residenza privata. La facciata è preceduta da un portico che anteriormente presenta cinque arcate a tutto sesto e si allarga anche alla parte laterale destra. Il portale è archiacuto e la grande torre campanaria ha struttura robusta e si allarga anteriormente per tutta l'estensione della facciata. La cella si apre solo davanti con due finestre a monofora.